# Josef Nössing
Josef Nössing (* 29. April 1900 in Innsbruck; † unbekannt) war ein deutscher Manager.

## Werdegang
Nössing war nach Ende des Zweiten Weltkriegs zunächst Treuhänder, dann Vorstandsvorsitzender der Deutschen Heraklith AG. Er baute das Unternehmen wieder auf und führte es rasch zum größten seiner Branche in der Bundesrepublik. Daneben setzte er sich für das Wiedererstehen der Wirtschaftsverbände der Leichtbauplatten-Industrie und des Güteschutzes auf Landes- und Bundesebene ein.
In Simbach am Inn unterstützte er die Errichtung einer Reihe öffentlicher Bauten. Auf sein Betreiben hin wurde 1954 der Schulverein „Realschule Simbach“ gegründet, als dessen Vorstand er auf den Bau einer Realschule hinwirkte.

## Ehrungen
- 1957: Verdienstkreuz 1. Klasse der Bundesrepublik Deutschland